# کرونپرینسن
کرونپرینسن (انگلیسی: Kronprinsen) ساختمان اداری ۲۷ طبقه مستقر در شهر مالمو، سوئد است.